# Ardisia flavida
Ardisia flavida är en viveväxtart som beskrevs av J. J. Pipoly. Ardisia flavida ingår i släktet Ardisia och familjen viveväxter. Inga underarter finns listade i Catalogue of Life.